# Żuków (powiat grodziski)
Żuków – wieś w Polsce położona w województwie mazowieckim, w powiecie grodziskim, w gminie Grodzisk Mazowiecki.
| SIMC    | Nazwa | Rodzaj    |
| ------- | ----- | --------- |
| 0002625 | Lipy  | część wsi |

W latach 1975–1998 wieś należała administracyjnie do województwa warszawskiego.
Wieś królewska Żukowo położona była w drugiej połowie XVI wieku w powiecie błońskim ziemi warszawskiej województwa mazowieckiego. 
Miejscowość jest siedzibą parafii rzymskokatolickiej pw. Przemienienia Pańskiego, należącej do metropolii warszawskiej, archidiecezji warszawskiej, dekanatu brwinowskiego.
We wsi znajduje się:
- klasycystyczny dwór należący do Bolechowskich na przełomie XIX/XX w.[9];
- park założony ok. 1900 roku według projektu Waleriana Kronnenberga[9];
- drewniany kościół pw. Przemienienia Pańskiego o konstrukcji zrębowej ufundowany przez Mateusza Jacka Górzyńskiego[10]. Budowla powstała w latach 1676-77, konsekrowana w 1682 roku Kościół był remontowany dwukrotnie w XIX w. i w 1969-70. Wnętrza o wystroju barokowym (XVII/XVlII w.). Dzwonnica drewniana z końca XVII w.[9];
- cmentarz rzymskokatolicki, najprawdopodobniej z początku XVIII w. Znajduje się tam nagrobek ks. Michała Mellerskiego, proboszcza żukowskiego, z 1814 roku Na cmentarzu grzebalnym założonym w 1824 roku 4 nagrobki i 1 płyta z 2 poł. XIX w., wśród późniejszych mogił grób Rozalii z Bylewskich Kotowiczowej-Pociechin, weteranki powstania 1863 roku (zm. 1923 roku) oraz groby żołnierzy polskich poległych w 1939 roku[9].